# Theo Lucius
Theodorus Martinus Maria Lucius, detto Theo (Veghel, 19 dicembre 1976), è un allenatore di calcio ed ex calciatore olandese, di ruolo difensore, commissario tecnico in seconda della nazionale Under-19 olandese e tecnico in seconda del PSV.

## Carriera

### Giocatore

#### Inizi
Ha esordito da professionista nel 1996, con il Den Bosch. Ha militato nel club biancoazzurro fino al 1998, totalizzando 67 presenze e 7 reti in campionato.

##### PSV e prestito all'Utrecht
Nel 1998 si è trasferito al PSV Eindhoven. L'esordio con il club biancorosso è avvenuto il 16 agosto 1998, in Ajax-PSV (0-2), finale della Johan Cruijff Schaal 1998. Nel 1999 è stato ceduto in prestito all'Utrecht. Il debutto con l'Utrecht è avvenuto il 5 agosto 1999, in Elinkwijk-Utrecht (1-7), gara in cui ha siglato il gol del definitivo 1-7 al minuto 79. Al termine della stagione, dopo aver totalizzato 38 presenze e 5 reti, è tornato al PSV. Ha militato nel club di Eindhoven fino al 2006, vincendo quattro campionati, due Johan Cruijff Schaal e una KNVB beker.

##### Feyenoord
L'8 giugno 2006 si è trasferito al Feyenoord, ha firmato un contratto triennale con opzione sul quarto anno e passa al Feyenoord, club allenato allora da Erwin Koeman. Il debutto con la nuova maglia è avvenuto il 20 agosto 2006, nell'incontro di campionato Groningen-Feyenoord (3-0). Ha militato nel club biancorosso fino al 2009, collezionando 76 presenze e 7 reti in campionato. Al termine della stagione 2008-2009 è rimasto svincolato.

##### Ultimi anni
Il 15 gennaio 2010 è stato acquistato a parametro zero dal Groningen. Ha debuttato con la nuova maglia il successivo 20 gennaio, nell'incontro di campionato Groningen-Heerenveen (2-0). Il 16 luglio 2010 è stato acquistato dal Den Bosch, tornando così nel club biancoazzurro dopo l'esperienza ad inizio carriera. Il debutto in campionato è avvenuto il 13 agosto 2010, in Den Bosch-Helmond Sport (0-1). Nell'estate 2011 è stato acquistato dall'Eindhoven. Il debutto con il club biancoblu è avvenuto il 5 agosto 2011, nell'incontro di campionato Eindhoven-Emmen (3-0). Il 22 agosto 2012 è passato a titolo definitivo al RKC Waalwijk, ma il 26 settembre 2012 ha rescisso il proprio contratto, rimanendo svincolato. Nel gennaio 2013 è tornato all'Eindhoven. Nell'estate 2013 ha firmato un contratto con il Kozakken Boys, club che ha lasciato nel febbraio 2014. Ha concluso la propria carriera da calciatore nel 2016, dopo una stagione al VV Sliedrecht (club di cui è stato allenatore ad interim nel 2014) e una al VV Heeswijk. Ha ripreso a giocare nel 2019, assumendo la doppia funzione di calciatore-allenatore nel The White Boys, per poi concludere definitivamente la carriera da calciatore nel 2020.

#### Nazionale
Ha esordito in nazionale il 4 giugno 2005, in Paesi Bassi-Romania. Ha collezionato in totale, con la selezione olandese, 3 presenze.

### Allenatore
Il 21 marzo 2014 è diventato allenatore ad interim del VV Sliedrecht, mantenendo l'incarico fino al termine della stagione. Terminata la propria carriera da calciatore, il 12 agosto 2016 ha assunto l'incarico di vice-allenatore delle selezioni Under-15 e Under-19 del PSV. Nella stagione successiva ha assunto l'incarico di tecnico dell'Under-14 del PSV. Nella stagione 2018-2019 è stato tecnico della selezione Under-16. Nella stagione 2019-2020 è stato calciatore-allenatore del The White Boys, club dilettantistico. Tornato al PSV, nella stagione 2021-2022 ha allenato la selezione Under-17. Nella stagione successiva ha guidato la selezione Under-17 del club biancorosso. Nell'agosto 2023 è diventato vice di Wil Boessen  allo Jong PSV.

## Statistiche

### Presenze e reti nei club
| Stagione         | Club             | Campionato       | Campionato | Campionato | Coppe nazionali | Coppe nazionali | Coppe nazionali | Coppe continentali | Coppe continentali | Coppe continentali | Supercoppe | Supercoppe | Supercoppe | Totale | Totale |
| Stagione         | Club             | Comp             | Pres       | Reti       | Comp            | Pres            | Reti            | Comp               | Pres               | Reti               | Comp       | Pres       | Reti       | Pres   | Reti   |
| ---------------- | ---------------- | ---------------- | ---------- | ---------- | --------------- | --------------- | --------------- | ------------------ | ------------------ | ------------------ | ---------- | ---------- | ---------- | ------ | ------ |
| 1996-1997        | Den Bosch        | E                | 34         | 3          | KNVBB           | 0               | 0               | -                  | -                  | -                  | -          | -          | -          | 34     | 3      |
| 1997-1998        | Den Bosch        | E                | 33         | 4          | KNVBB           | 1               | 0               | -                  | -                  | -                  | -          | -          | -          | 34     | 4      |
| Totale Den Bosch | Totale Den Bosch | Totale Den Bosch | 67         | 7          |                 | 1               | 0               |                    | -                  | -                  |            | -          | -          | 68     | 7      |
| 1998-1999        | PSV              | E                | 25         | 1          | KNVBB           | 3               | 0               | UCL                | 6                  | 0                  | JCS        | 1          | 0          | 35     | 1      |
| 1999-2000        | Utrecht          | E                | 32         | 3          | KNVBB           | 6               | 2               | -                  | -                  | -                  | -          | -          | -          | 38     | 5      |
| 2000-2001        | PSV              | E                | 17         | 1          | KNVBB           | 1               | 0               | UCL+UEFA           | 5+4                | 1+0                | JCS        | 0          | 0          | 27     | 2      |
| 2001-2002        | PSV              | E                | 23         | 1          | KNVBB           | 1               | 1               | UCL+UEFA           | 5+5                | 0+0                | JCS        | 1          | 0          | 35     | 2      |
| 2002-2003        | PSV              | E                | 14         | 0          | KNVBB           | 2               | 0               | UCL                | 4                  | 0                  | JCS        | 0          | 0          | 20     | 0      |
| 2003-2004        | PSV              | E                | 22         | 4          | KNVBB           | 2               | 0               | UCL+UEFA           | 3+3                | 1+1                | JCS        | 0          | 0          | 30     | 6      |
| 2004-2005        | PSV              | E                | 22         | 1          | KNVBB           | 3               | 0               | UCL                | 5                  | 0                  | -          | -          | -          | 30     | 1      |
| 2005-2006        | PSV              | E                | 21         | 0          | KNVBB           | 3               | 0               | UCL                | 5                  | 0                  | JCS        | 1          | 0          | 30     | 0      |
| Totale PSV       | Totale PSV       | Totale PSV       | 119        | 7          |                 | 12              | 1               |                    | 39                 | 3                  |            | 2          | 0          | 172    | 11     |
| 2006-2007        | Feyenoord        | E                | 27+2       | 5+0        | KNVBB           | 0               | 0               | UEFA               | 4                  | 1                  | -          | -          | -          | 33     | 6      |
| 2007-2008        | Feyenoord        | E                | 29         | 1          | KNVBB           | 5               | 0               | -                  | -                  | -                  | -          | -          | -          | 34     | 1      |
| 2008-2009        | Feyenoord        | E                | 18         | 0          | KNVBB           | 1               | 0               | UEFA               | 3                  | 0                  | -          | -          | -          | 22     | 0      |
| Totale Feyenoord | Totale Feyenoord | Totale Feyenoord | 76         | 6          |                 | 6               | 0               |                    | 7                  | 1                  |            | -          | -          | 89     | 7      |
| gen.-giu. 2010   | Groningen        | E                | 4+1        | 0+0        | KNVBB           | 0               | 0               | -                  | -                  | -                  | -          | -          | -          | 5      | 0      |
| 2010-2011        | Den Bosch        | ED               | 24+1       | 1+0        | KNVBB           | 1               | 0               | -                  | -                  | -                  | -          | -          | -          | 26     | 1      |
| 2011-2012        | Eindhoven        | ED               | 25+1       | 3+0        | KNVBB           | 2               | 0               | -                  | -                  | -                  | -          | -          | -          | 28     | 3      |
| ago.-set. 2013   | RKC Waalwijk     | E                | 0          | 0          | KNVBB           | 0               | 0               | -                  | -                  | -                  | -          | -          | -          | 0      | 0      |
| gen.-giu. 2013   | Eindhoven        | ED               | 12         | 0          | KNVBB           | 0               | 0               | -                  | -                  | -                  | -          | -          | -          | 12     | 0      |
| 2013-2014        | Kozakken Boys    | DD               | 16         | 0          | KNVBB           | 3               | 0               | -                  | -                  | -                  | -          | -          | -          | 19     | 0      |
| 2014-2015        | VV Sliedrecht    | EK               | ?          | ?          | -               | -               | -               | -                  | -                  | -                  | -          | -          | -          | ?      | ?      |
| 2014-2015        | VV Heeswijk      | EK               | ?          | ?          | -               | -               | -               | -                  | -                  | -                  | -          | -          | -          | ?      | ?      |
| 2019-2020        | The White Boys   | VK               | ?          | ?          | -               | -               | -               | -                  | -                  | -                  | -          | -          | -          | ?      | ?      |
| Totale carriera  | Totale carriera  | Totale carriera  | 403+       | 28+        |                 | 34              | 3               |                    | 52                 | 4                  |            | 3          | 0          | 492+   | 35+    |

### Cronologia presenze e reti in nazionale
| Cronologia completa delle presenze e delle reti in nazionale ― Paesi Bassi | Cronologia completa delle presenze e delle reti in nazionale ― Paesi Bassi | Cronologia completa delle presenze e delle reti in nazionale ― Paesi Bassi | Cronologia completa delle presenze e delle reti in nazionale ― Paesi Bassi | Cronologia completa delle presenze e delle reti in nazionale ― Paesi Bassi | Cronologia completa delle presenze e delle reti in nazionale ― Paesi Bassi | Cronologia completa delle presenze e delle reti in nazionale ― Paesi Bassi | Cronologia completa delle presenze e delle reti in nazionale ― Paesi Bassi |
| Data                                                                       | Città                                                                      | In casa                                                                    | Risultato                                                                  | Ospiti                                                                     | Competizione                                                               | Reti                                                                       | Note                                                                       |
| -------------------------------------------------------------------------- | -------------------------------------------------------------------------- | -------------------------------------------------------------------------- | -------------------------------------------------------------------------- | -------------------------------------------------------------------------- | -------------------------------------------------------------------------- | -------------------------------------------------------------------------- | -------------------------------------------------------------------------- |
| 4-6 2005                                                                   | Rotterdam                                                                  | Paesi Bassi                                                                | 2 – 0                                                                      | Romania                                                                    | Qual. Mondiali 2006                                                        | -                                                                          |                                                                            |
| 8-6-2005                                                                   | Helsinki                                                                   | Finlandia                                                                  | 0 – 4                                                                      | Paesi Bassi                                                                | Qual. Mondiali 2006                                                        | -                                                                          | 26’                                                                        |
| 7-9-2005                                                                   | Eindhoven                                                                  | Paesi Bassi                                                                | 4 – 0                                                                      | Andorra                                                                    | Qual. Mondiali 2006                                                        | -                                                                          | 67’                                                                        |
| Totale                                                                     |                                                                            | Presenze                                                                   | 3                                                                          |                                                                            | Reti                                                                       | 0                                                                          |                                                                            |

## Palmarès
- Supercoppa dei Paesi Bassi: 3

PSV Eindhoven: 1998, 2000, 2001
- Campionato olandese: 4

PSV Eindhoven: 2000-2001, 2002-2003, 2004-2005, 2005-2006
- Coppa dei Paesi Bassi: 2

PSV Eindhoven: 2004-2005
Feyenoord: 2007-2008